# Aproximante palatal
A aproximante palatal é um tipo de fone consonantal empregado em alguns idiomas. O símbolo deste som tanto no alfabeto fonético internacional quanto no X-SAMPA é "j".
O aproximante alvéolo-palatal é fonêmico na lingua huasteca, e é representada pelo aproximante palatal avançado ⟨j̟⟩, em algumas fontes, o símbolo de soma pode ser visto ao lado da letra como em [j˖], e é articulado semelhante ao aproximante palatal, mas com o corpo da lingua em uma posição mais avançada na cavidade oral de forma que a lâmina da lingua se aproxime da parte anterior da arcada alveolar.

## Características
- Seu modo de articulação é aproximante.
- Seu ponto de articulação é palatal.
- É sonora em relação ao papel das pregas vocais.
- É oral em relação ao papel das cavidades bucal e nasal.